# The Escape (film 2017)
The Escape è un film del 2017 scritto e diretto da Dominic Savage.

## Trama
Londra. Tara è una giovane donna che, all’apparenza, conduce una vita perfetta: madre devota di due bambini e moglie di Mark, uomo affascinante e benestante, che la ama profondamente e la desidera ogni giorno. Tuttavia, dietro l’immagine di una famiglia ideale si cela una realtà molto diversa. Ogni mattina Tara si sveglia sentendo crescere dentro di sé un disagio opprimente, un senso di vuoto che la accompagna mentre assolve con cura i suoi doveri domestici, sorridendo meccanicamente e reprimendo un dolore profondo. Il marito, seppur premuroso e affettuoso, non riesce a cogliere i segnali della sua crisi interiore: è convinto che la loro vita sia “speciale”, fatta di amore, stabilità e benessere. Ma Tara non si sente più parte di quella visione: ogni gesto quotidiano le pesa come una costrizione, e il rapporto fisico col marito diventa un momento di pura sofferenza, vissuto senza voce né via d’uscita.
L’insoddisfazione cresce silenziosamente fino a diventare insostenibile. Quando Tara esprime il desiderio di dedicarsi all’arte, ispirata da un libro sugli arazzi de La dama e l'unicorno, Mark reagisce con incomprensione e scetticismo. L’arte, per lei, rappresenta molto più di un semplice passatempo: è un richiamo alla bellezza, alla libertà, a un’identità dimenticata. Dopo un litigio teso e doloroso, Tara compie un gesto radicale: fugge dalla sua vita quotidiana e raggiunge Parigi, spinta dal bisogno urgente di riscoprire se stessa. Nella capitale francese, immersa in un’atmosfera sospesa tra sogno e rinascita, Tara si lascia trasportare da emozioni nuove, lontane anni luce dalla routine soffocante che si è lasciata alle spalle. Incontra il fascino dell’arte, la magia della bellezza, il senso di possibilità. La sua fuga non è soltanto una ribellione, ma una ricerca: quella di un nuovo inizio, di un modo diverso di vivere, in armonia con i propri desideri più autentici.

## Distribuzione
The Escape è stato mostrato in anteprima il 12 settembre 2017 nella sezione Special Presentations del Toronto International Film Festival.
Il film è uscito inizialmente in Francia il 25 aprile 2018, con il titolo Une femme heureuse. In Italia è uscito nelle sale il 21 giugno dello stesso anno, mentre nel Regno Unito il 3 agosto.

## Accoglienza
Il sito web Rotten Tomatoes ha attribuito al film un'approvazione dell'86%, sulla base di 21 recensioni. Metacritic, invece, gli ha assegnato un punteggio di 76 su 100, sulla base di 9 recensioni.